# The art of Blasphemy
The Art of Blasphemy es una banda de black metal formada en febrero del año 2004, su música intenta mezclar varias de sus influencias como pueden ser Celtic Frost, Darkthrone, Gorgoroth, Dark Funeral, Venom entre otras. Siempre buscando esa esencia del viejo black metal sin renunciar a nuestras pequeñas inclusiones en el death más cañero.

## Trayectoria
Dado que los miembros de la banda ya venían de otras, no fue difícil el comienzo y en pocos meses estaban en disposición de dar directos y grabar su primera demo. 
Más tarde fueron invitados para participar en numerosos conciertos, el primero fue en Madrid, en la sala Ritmo & Compàs en el ANTICHRISTMAS FEST 1. 
Después de numerosos conciertos en Alcalá, Guadalajara , Castello Branco ya estaban acabando lo que sería su primer trabajo "USE YOURS IDOLS".
Después de regresar una gira en Portugal, Raiblood decide abandonar la banda donde tocaba conjuntamente, Cryfemal y Necroseheiim decide unirse a la banda que buscaba cantante. En 2007 la banda graba su segundo trabajo "PENITENCE" (7 pecados capitales), el cual ve la luz en enero de 2008 mediante su propio sello ALCARRIAN PROD. 
Este segundo trabajo ha tenido una aceptación muy positiva. Actualmente se encuentran trabajando con temas nuevos para su tercer trabajo.
En el año 2012, NECRO abandona la banda y recala en la banda Madrileña, GLOOM (DEATH METAL), la banda con su tercer trabajo preparado busca cantante y tras una larga búsqueda llega NEMROD,(NEMESIS PROJECT)Actualmente la banda prepara CHRISTOPHOBIA su tercer trabajo

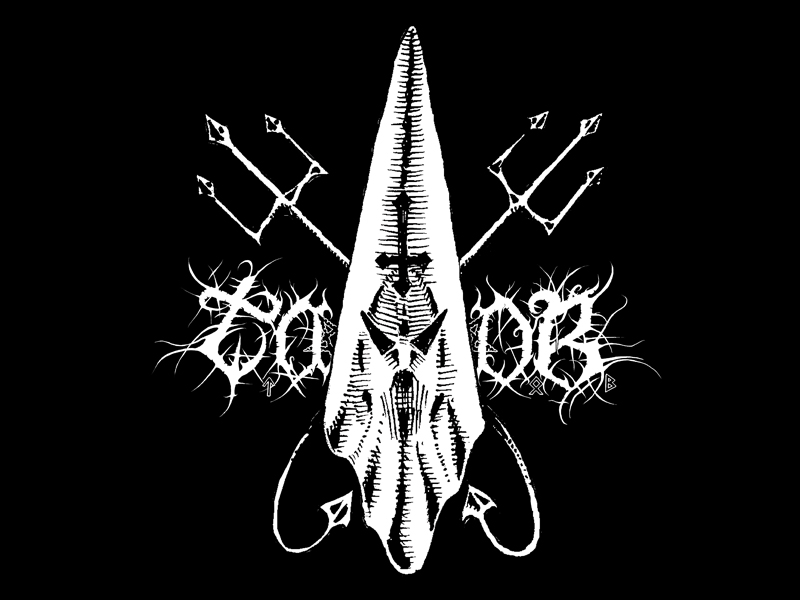
logo nazareno

## Discografía
- USE YOUR IDOLS - 2005
- PENITENCE - 2008

## Miembros
- Wiking - Bajo
- Raiblood - Voz y Guitarra
- Mormo - Batería
- Baphomet - Guitarra
- Nemrod- voz

## Miembros Pasados
- Necroseheiin -(actualmente en GLOOM )